# Ventilatorkennlinie
Ein Ventilator, der in einem Gerät oder in einer Anlage eingebaut ist, muss gegen einen Strömungswiderstand arbeiten. Der Ventilator erzeugt dazu einen Überdruck (Druckerhöhung). Die Ventilatorkennlinie (auch Lüfterkennlinie, engl. fan characteristics) stellt diese gegenseitige Abhängigkeit von Volumenstrom und Druckerhöhung dar. Der Verlauf der Ventilatorkennlinie hängt von der Bauart des Ventilators ab.
Die Ventilatorkennlinien werden in den Datenblättern angegeben. Sie werden vom Hersteller am Ventilatorprüfstand gemessen. Sie sind für die Auslegung der Kühlung von Anlagen und Geräten wichtig.
Zu beachten ist dabei, dass die Kennlinien in Datenblättern unter Idealbedingungen – an einzelnen freistehenden Lüftern mit ungehinderter Strömung – gemessen wurden. Die realen Kennlinien unter Einbaubedingungen können davon abweichen.

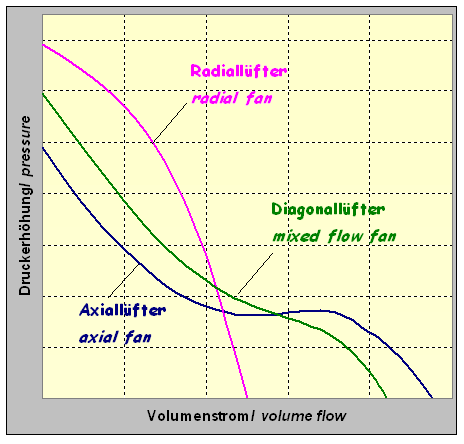
Typischer Verlauf von Lüfterkennlinien verschiedener Bauart. Axiallüfter, Radiallüfter und Diagonallüfter.

## Physikalische Einheiten
In den SI-Einheiten wird der Druck in Pascal (Pa) und der Volumenstrom in m3/s angegeben. In Katalogen der Lüfterhersteller werden auch andere Einheiten verwendet. Für den Druck findet man häufig die Einheit mmH2O (mm Wassersäule) oder auch inH2O (inch Wassersäule). Für den Volumenstrom findet man die Einheiten m3/h (Kubikmeter pro Stunde), l/s (Liter pro Sekunde), oder cfm (cubic feet per minute).
Umrechnung der Zahlenwerte für den Druck
| 1 Pa | = 0.1019716  | mmH2O |
| 1 Pa | = 0.00401463 | inH2O |

Umrechnung der Zahlenwerte für den Volumenstrom
| 1 m3/s | = 1000    | l/s  |
| 1 m3/s | = 3600    | m3/h |
| 1 m3/s | = 2118.88 | cfm  |

## Arbeitspunkt (Betriebspunkt)

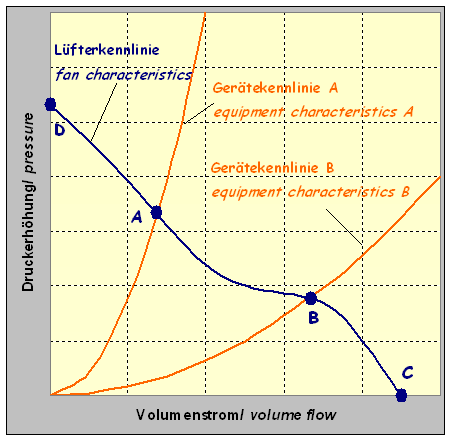
Ventilatorkennlinie, 2 Gerätekennlinien und deren Schnittpunkte

Der Arbeitspunkt (Betriebspunkt, engl. operating point) eines Lüfters, der in ein Gerät eingebaut ist, ergibt sich als Schnittpunkt von Ventilator- und Anlagenkennlinie. Am Betriebspunkt erzeugt der Lüfter eine Druckerhöhung, die den Druckverlust im Gerät (in der Anlage) genau kompensiert. Der tatsächliche Volumenstrom durch das Gerät (durch die Anlage) ist daher durch den Betriebspunkt bestimmt.
Die Kennlinie A repräsentiert das Verhalten einer Anlage mit einem großen Strömungswiderstand (hoher Druckverlustbeiwert), der Druckverlust steigt steil an. Die Kennlinie B hat einen flacheren Verlauf, sie repräsentiert das Verhalten einer Anlage mit einem kleinen Strömungswiderstand (kleiner Widerstandsbeiwert). Mit dem gleichen Lüfter wird man also in der Anlage B einen wesentlich größeren Volumenstrom erzeugen können als in der Anlage A.
Der Arbeitspunkt C ergibt sich bei einer vollkommen ungehinderten Durchströmung des Ventilators – Lüfter freiblasend. Der Arbeitspunkt D würde sich bei einem vollkommen blockierten Luftstrom ergeben.

## Geräte- bzw. Anlagenkennlinie
Die Geräte- bzw. Anlagenkennlinie – auch Systemkennlinie (engl. system impedance) genannt – beschreibt, analog zu der Ventilatorkennlinie, die gegenseitige Abhängigkeit von Volumenstrom und Druckerhöhung bei der Strömung durch die Anlage.
Die Druckverluste in der Anlage steigen annähernd quadratisch mit der Strömungsgeschwindigkeit nach dem folgenden Gesetz
{\displaystyle \Delta p={\frac {1}{2}}\cdot \zeta \cdot \rho \cdot v^{2}}
{\displaystyle \Delta p} = Druckverlust
{\displaystyle \zeta } = Druckverlustbeiwert
{\displaystyle \rho }= Luftdichte
{\displaystyle v=} mittlere Strömungsgeschwindigkeit
Die Anlagenkennlinie kann gemessen werden. In der Regel genügt ein Wertepaar bestehend aus Volumenstrom und Druckabfall, da die Anlagenkennlinie eine Parabel ist mit dem Scheitel im Koordinatenursprung. Mit Hilfe moderner numerischer Methoden ist es auch möglich, die Druckverluste durch die Anlage zu berechnen und die Anlagenkennlinie durch numerische Simulation zu ermitteln (numerische Strömungsmechanik). Die Genauigkeit solcher Simulationen ist jedoch stark davon abhängig, wie genau sich alle Einflussparameter bestimmen lassen.
Zu beachten ist, dass der Luftweg innerhalb eines Gerätes oder einer Anlage oft nicht an jeder Stelle den gleichen Strömungs-Querschnitt hat. Deshalb ist die in obiger Gleichung verwendete über den Querschnitt gemittelte Strömungsgeschwindigkeit ggf. nur lokal oder abschnittsweise gleich definiert. Die quadratische Abhängigkeit des Strömungswiderstandes (Druckverlustes) der Anlage vom Volumenstrom bleibt davon unberührt.

## Kennlinie einer Lüfterkombination
Häufig werden mehrere Lüfter in einer Anlage gleichzeitig eingesetzt. In Analogie zu Elektrotechnik spricht man dann von der parallelen Anordnung (Parallelschaltung) oder der Reihenanordnung (Reihenschaltung). Die Kennlinie der Lüfterkombination kann aus den Kennlinien der einzelnen Lüfter abgeleitet werden.
Bei zu dichter Anordnung mehrerer Ventilatoren behindern sich die Luftströmungen jedoch gegenseitig und der Volumenstrom der Lüfterkombination erreicht nicht den Wert, der sich aus den Kennlinien der frei stehenden einzelnen Lüfter ergeben würde. Der Volumenstrom wird auch gemindert, wenn die Strömung in dichter Nähe des Ventilators (z. B. durch Schutzgitter) behindert wird.

### Parallele Anordnung

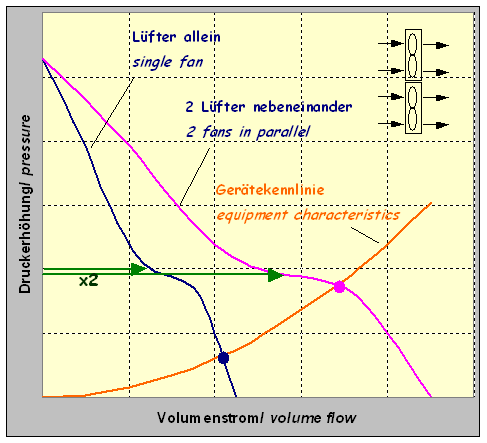
Lüfterkennlinie bei Parallelbetrieb zweier Lüfter und Gerätekennlinie

Bei der parallelen Anordnung (Parallelschaltung) werden die Lüfter nebeneinander platziert. Der Volumenstrom vervielfacht sich dabei. Zwei parallel geschaltete identische Lüfter würden im Idealfall – freiblasende Lüfter – den doppelten Volumenstrom erzeugen. Überlagert man jedoch die Gerätekennlinie, ergibt sich ein neuer Arbeitspunkt und der tatsächliche Volumenstrom durch das Gerät wird kleiner. Je steiler die Gerätekennlinie ist, desto kleiner ist der Gewinn der parallelen Lüfteranordnung. Die parallele Lüfteranordnung ist vor allem für Geräte mit einer flachen Kennlinie geeignet.

### Reihenanordnung

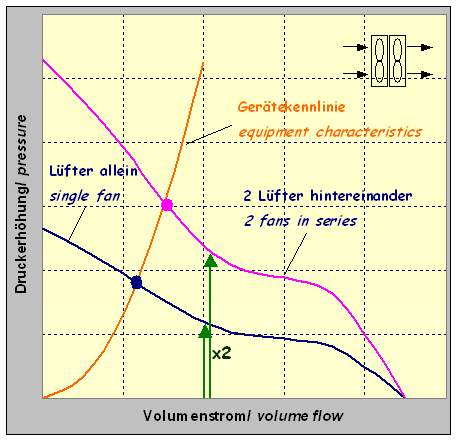
Lüfterkennlinie bei Reihenbetrieb zweier Lüfter und Gerätekennlinie

Bei der Reihenanordnung (Reihenschaltung) werden mehrere Lüfter im Luftstrom hintereinander geschaltet (engl. push-pull arrangement). Mit zwei hintereinander geschalteten identischen Lüftern würde man im Idealfall die doppelte Druckerhöhung erreichen. Bei der Überlagerung der Gerätekennlinie sieht man aber auch hier, dass sich ein neuer Arbeitspunkt einstellt. Wie stark der Luftstrom durch das Gerät erhöht werden kann hängt von der Steilheit der Gerätekennlinie ab.

## Modifikationen der Kennlinie

### Bei Änderung der Lüfterdrehzahl

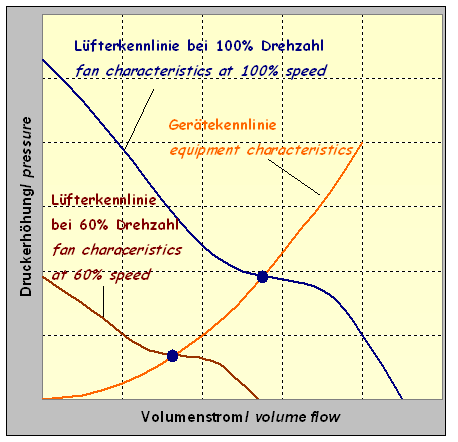
Lüfterkennlinie bei reduzierter Drehzahl und Gerätekennlinie

Die Kennlinie ändert sich mit der Lüfterdrehzahl nach den folgenden Gesetzen (unter der Voraussetzung, dass alle anderen Parameter unverändert bleiben), genannt auch Proportionalitätsgesetze.
- Der Volumenstrom ändert sich proportional der Drehzahl:

{\displaystyle {\frac {{\dot {V}}_{1}}{{\dot {V}}_{2}}}={\frac {n_{1}}{n_{2}}}}
- Die Druckerhöhung ändert sich proportional dem Quadrat der Drehzahl:

{\displaystyle {\frac {p_{1}}{p_{2}}}=\left({\frac {n_{1}}{n_{2}}}\right)^{2}}
- Der Leistungsbedarf des Lüfters und die ins geförderte Medium eingebrachte Strömungsleistung ändern sich proportional der dritten Potenz der Drehzahl:

{\displaystyle {\frac {P_{1}}{P_{2}}}=\left({\frac {n_{1}}{n_{2}}}\right)^{3}}
{\displaystyle {\dot {V}}_{1},{\dot {V}}_{2}} ... Volumenstrom bei der Drehzahl n1, n2

{\displaystyle p_{1},p_{2}} ... Druckerhöhung bei der Drehzahl n1, n2

{\displaystyle P_{1},P_{2}} ... Leistungsbedarf bei der Drehzahl n1, n2

### Bei Änderung der Luftdichte

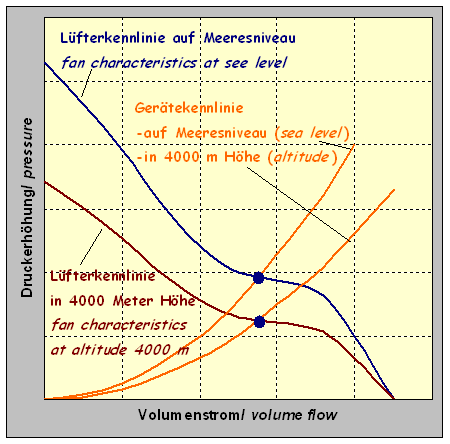
Lüfterkennlinie in 4000 m Höhe und Gerätekennlinie

Die Kennlinie ändert sich mit veränderter Luftdichte nach den folgenden Gesetzen (unter der Voraussetzung, dass alle anderen Parameter unverändert bleiben):
- Der Volumenstrom ist bei gleicher Drehzahl unabhängig von der Luftdichte:

{\displaystyle {\dot {V}}_{1}={\dot {V}}_{2}}
- Der Druck ändert sich proportional der Luftdichte:

{\displaystyle {\frac {p_{2}}{p_{1}}}={\frac {\rho _{2}}{\rho _{1}}}}
- Der Leistungsbedarf des Lüfters ändert sich proportional der Luftdichte:

{\displaystyle {\frac {P_{1}}{P_{2}}}={\frac {\rho _{1}}{\rho _{2}}}}
{\displaystyle {\dot {V}}_{1},{\dot {V}}_{2}}... Volumenstrom bei der Luftdichte {\displaystyle \rho _{1}}, {\displaystyle \rho _{2}}

{\displaystyle p_{1},p_{2}} ... Druckerhöhung bei der Luftdichte {\displaystyle \rho _{1}}, {\displaystyle \rho _{2}}

{\displaystyle P_{1},P_{2}} ... Leistungsbedarf bei der Luftdichte {\displaystyle \rho _{1}}, {\displaystyle \rho _{2}}
Die Luftdichte nimmt mit steigender Höhe über Meeresspiegel ab. Wenn also das zu kühlende Gerät in einer größeren Höhe betrieben wird, muss mit der modifizierten Ventilatorkennlinie gerechnet werden.

### Dimensionslose Darstellung der Kennlinie
Unterschiedliche Bedingungen führen, wie weiter oben bereits ausgeführt, zu unterschiedlichen Kennlinien. Für eine Vergleichbarkeit von Kennlinien trotz unterschiedlicher Bedingungen oder zwischen verschiedenen Ventilatoren können dimensionslose Darstellungen verwendet werden.
Dabei werden folgende Vereinbarung getroffen:
- Anstelle des Volumenstromes wird die Durchflusszahl verwendet
- Anstelle der Druckes wird die Druckzahl verwendet

Diese Darstellung erlaubt den Vergleich von Kennlinien trotz unterschiedlicher Drehzahl, Dichte oder Laufraddurchmessers.

## Betriebspunkte und Kennlinien
Der Betriebspunkt eines Ventilators stellt sich dort ein, wo die Drucksteigerung durch den Ventilator gleich dem Druckverlust der Anlage ist, also dort, wo sich die Ventilatorkennlinie und die Anlagenkennlinie schneiden.
- Dieser sich einstellende „natürliche“ Betriebspunkt des Ventilators wird durch die komplette Lüftungsanlage und von allen einzelnen Lüftungskomponenten im Erstbetrieb realisiert. Der hierbei gemessene, tatsächliche Volumenstrom hat sich dem tatsächlichen Druckverlust der Anlage angepasst und spiegelt in der Ventilatorkennlinie den tatsächlichen Druckverlust wider.
- Der gewünschte Betriebspunkt eines Ventilator kann, abweichend vom „natürlichen“ (bei falscher Anlagen-/Ventilatordimensionierung) nur durch höheren Energieeinsatz verschoben werden.